# Michel Ansermet

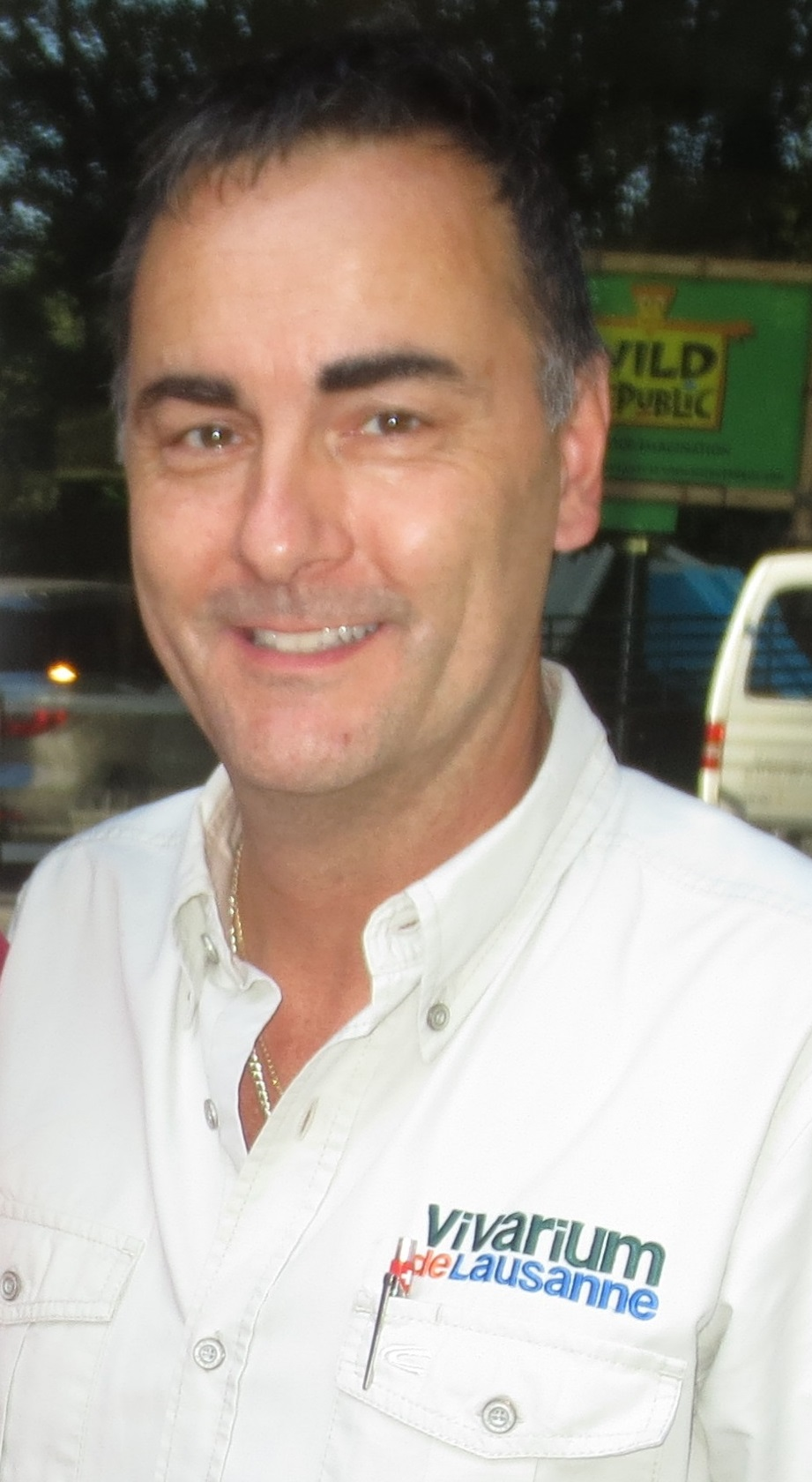
Michel Ansermet

Michel Ansermet (* 20. Februar 1965) ist ein ehemaliger Schweizer Sportschütze. Er startet für die Pistolenschützen Sarnen.
Bei den Olympischen Sommerspielen 1996 in Atlanta gab Ansermet sein Debüt bei Olympischen Spielen und belegte im Wettbewerb Schnellfeuerpistole 25 m den 12. Platz. Vier Jahre später nahm Ansermet erneut bei den Olympischen Sommerspielen 2000 in Sydney teil und startete hier in demselben Wettbewerb. Mit 686,1 Punkten lag er dabei nur 1,5 Punkte hinter Sergej Alifirenko und gewann damit die Silbermedaille.
Michael Ansermet besitzt ein grosses Interesse an Amphibien und Reptilien. Von Anfang 2014 war er Direktor des Lausanner Vivariums bis zu dessen Schliessung im Dezember 2015.